# (8920) 1996 VZ29
1996 في زد 29 (ويعرف أيضًا باسم (8920) 1996 في زد 29 وفق تسمية الكوكب الصغير) (بالإنجليزية: 1996 VZ29)‏ هو كويكب ضمن حزام الكويكبات؛ وترتيبه 8920 من حيث الاكتشاف.
اكتُشف هذا الجُرم الفلكي بواسطة هيروشي كانيدا في 7 نوفمبر 1996.

## وصلات خارجية
- (8920) 1996 VZ29 في قاعدة بيانات مختبر الدفع النفاث لأجرام النظام الشمسي الصغيرة

- الاكتشاف · مخطط المدار ·  العناصر المدارية · المعلمات المادية

- (8920) 1996 VZ29 على موقع ويكي سكاي: DSS2, SDSS, GALEX, IRAS, Hydrogen α, X-Ray, Astrophoto, Sky Map, Articles and images